# Bertil Häggman
Jean Lennart Bertil Häggman, född 29 april 1940 i Helsingborg, är en svensk jurist och författare.
Han debuterade 1971 med boken Nykonservatismen i USA (tillsammans med professor Claes G. Ryn) och har därefter publicerat över 150 böcker och tidskriftsartiklar på olika språk. Boken, som var den första monografin om modern konservatism (också internationellt), ledde till en omfattande debatt i radio, dagstidningar och tidskrifter.
Sedan 1960-talet har Häggman deltagit i idé- och utrikesdebatten både i Sverige och i utlandet.
Häggman har varit medarbetare i den antikommunistiska tidskriften Argument för Frihet och Rätt och gett ut ett flertal böcker på Contras förlag. 1966 startade han Kommittén för ett fritt Asien (KFA). Han var med och grundade tankesmedjan Konservativt idéforum 1971, tillsammans med Claes Ryn.
Sedan pensioneringen 2001 har Häggman medverkat i en rad engelska och amerikanska uppslagsverk. Under 1990-talet bidrog han med en rad artiklar till "Nationalencyklopedin". Ett av Häggmans mest betydelsefulla verk är Terrorism - vår tids krigföring (1978). Han även har skrivit boken Frihetskämpar. Motstånd på kommunistiskt territorium som hyllar den antikommunistiska gerillarörelsen Contras kamp i Nicaragua på 1980-talet.
Häggman är också filatelist och har exempelvis bidragit med artiklar i Nordisk Filateli, ”Stor dansk upptäckare i rysk tjänst” oktober 1998 samt ”Norsk Post i Arktis” mars 2008.